# Mbocayaty del Yhaguy
Mbocayaty del Yhaguy é uma cidade do Paraguai, Departamento Cordillera.

## Transporte
O município de Mbocayaty del Yhaguy é servido pelas seguintes rodovias:
- Caminho em pavimento ligando a cidade ao município de Itacurubí de la Cordillera[1][2][3]